# King Power Stadium
King Power Stadium (dawniej Walkers Stadium) – stadion piłkarski, położony w Leicesterze w Wielkiej Brytanii, na którym swoje mecze rozgrywa zespół Leicester City F.C.

## Historia
Pierwszej planu budowy nowego stadionu dla Leicester City F.C., który zastąpiłby dotychczas używany obiekt Filbert Street, przedstawiono w latach 90. XX w. Budowę nowego stadionu przeprowadzono w latach 2001–2002. Zbudowano obiekt, który ma 32 312 miejsc na trybunach. Obiekt oficjalnie otwarto 23 lipca 2002, a pierwszy mecz rozegrano kilkanaście dni później (towarzyskie spotkanie między Leicester City F.C. a Athletic Bilbao). Stadion początkowo nazwano Walkers Stadium – nazwę tę zmieniono na King Power Stadium w 2011, po zmianie właściciela klubu.
Stadion używany jest także do rozgrywek rugby. Swoje mecze w półfinałach pucharach europejskich rozgrywała tu drużyna Leicester Tigers, a w 2015 na odbyły się tu trzy mecze Pucharu Świata w Rugby. Ze względów sponsorskich podczas Pucharu Świata nie używano nazwy King Power Stadium, ale określano go Leicester City Stadium.
27 października 2018 obok stadionu doszło do katastrofy śmigłowca, który wystartował chwilę wcześniej z płyty boiska. Zginął w niej właściciel klubu Vichai Srivaddhanaprabha. Na miejscu katastrofy urządzono ogród pamięci.